# Stefan Rinke

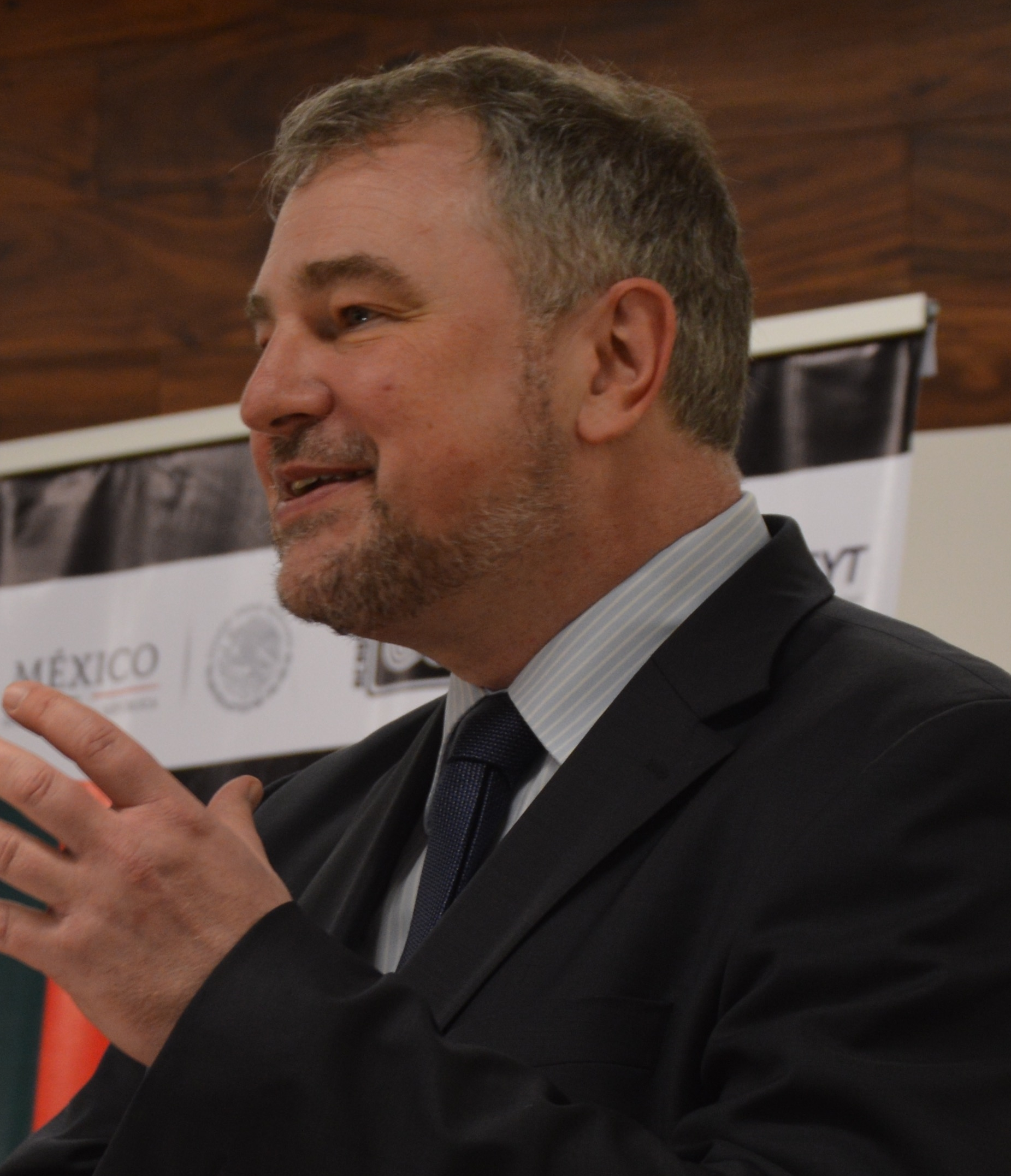
Stefan Rinke (2018)

Stefan Rinke (* 31. Dezember 1965 in Helmstedt) ist ein deutscher Historiker. Seit 2005 ist er Professor für Geschichte Lateinamerikas am Lateinamerika-Institut und am Friedrich-Meinecke-Institut der Freien Universität Berlin.

## Werdegang
Nach dem Abitur am Gymnasium Julianum in Helmstedt im Jahr 1984 studierte Stefan Rinke von 1985 bis 1990 Geschichte und Amerikanistik in Bamberg und Bowling Green (Ohio). Das Studium schloss er 1989 mit einem Master of Arts in Bowling Green und 1990 mit einem Diplom in Geschichte in Bamberg ab. Die Friedrich-Ebert-Stiftung förderte ihn mit einem Doktorandenstipendium von 1991 bis 1993. 1995 wurde er an der Katholischen Universität Eichstätt mit einer Arbeit zu den deutsch-lateinamerikanischen Beziehungen während der Weimarer Republik aus transnationaler Perspektive bei Hans-Joachim König promoviert. Die Arbeit erschien 1996 als erster Band der von König und Rinke begründeten Reihe Historamericana. Von 2021 bis 2024 erschien die Reihe Historamericana bei der Wissenschaftlichen Buchgesellschaft und wird seitdem vom Herder Verlag in Freiburg im Breisgau weitergeführt. Sie ist als Open Access Gold und Print on Demand verfügbar.
Von 1996 bis 1998 förderte ihn die Deutsche Forschungsgemeinschaft (DFG) mit einem Postdoktoranden-Stipendium. In dieser Zeit hielt er sich zu Forschungsaufenthalten unter anderem in Santiago de Chile und in Washington D.C. auf. Im September 1998 erhielt er einen Ruf an die Tufts University als Visiting Assistant Professor for the Comparative History of the Americas and Europe, wo er bis 1999 lehrte.
1999 trat Stefan Rinke eine wissenschaftliche Assistentenstelle in Eichstätt an. 2003 wurde er dort mit einer Schrift zum Thema Nordamerikanisierung und soziokultureller Wandel in Chile habilitiert. 2005 erhielt er den Ruf auf die Professur für Geschichte Lateinamerikas an der Freien Universität Berlin. Von 2007 bis 2009, von 2017 bis 2019 und von 2023 bis 2024 war Rinke Vorsitzender des Institutsrats des Lateinamerika-Instituts der Freien Universität Berlin.

## Forschungsschwerpunkte
Die Geschichte Lateinamerikas erforscht Stefan Rinke vor allem aus einer transregionalen und globalhistorischen Perspektive. Forschungsschwerpunkte sind kulturelle Globalisierung und Nordamerikanisierung, Populärkultur, Revolutionsforschung, Erinnerung und Geschichtsbewusstsein, Wissensgeschichte, transamerikanische Beziehungen, Zeitlichkeit und Zukunft. Sie decken den Zeitraum von der Kolonialzeit (Kolumbus, Conquista Mexikos, kreolische Identitäten) über die Unabhängigkeitsphase (Atlantische Revolutionen, Zukunftsdenken), das 19. Jahrhundert (Staatsbildung und Diktaturen, USA und Lateinamerika), das 20. Jahrhundert (Erster Weltkrieg, Fußball, Luftfahrt) bis zur Zeitgeschichte (Erinnerung und Konflikt in Kolumbien und Chile, Colonia Dignidad) ab. Zu den räumlichen Schwerpunkten zählen unter anderem die Geschichte Chiles und Mexikos.

## Internationale Aktivitäten
Stefan Rinke war Gastprofessor und Research Fellow an führenden internationalen Universitäten, darunter El Colegio de México und Pontificia Universidad Católica de Chile.
Von 2009 bis 2018 war er Sprecher des ersten deutsch-lateinamerikanischen Graduiertenkollegs (IGK 1531 „Zwischen Räumen – Entre Espacios“), eine Kooperation mit mexikanischen Partnern, die sich der interdisziplinären Erforschung der Globalisierung in Geschichte und Gegenwart widmete. Im Sonderforschungsbereich 700 „Governance in Räumen begrenzter Staatlichkeit“ fungierte er von 2010 bis 2017 als Co-Sprecher.
2014 organisierte er den Kongress der europäischen Lateinamerikahistoriker an der Freien Universität und war von 2014 bis 2017 Präsident der Asociación de Historiadores Latinoamericanistas Europeos (AHILA).
Seit 2019 ist Stefan Rinke Sprecher des Internationalen Graduiertenkollegs „Temporalities of Future in Latin America: Dynamics of Aspiration and Anticipation“, eine deutsch-mexikanische Kooperation, die sich der geistes- und sozialwissenschaftlichen Erforschung von Temporalitäten der Zukunft widmet. Von 2019 bis 2022 leitete er zudem das vom Auswärtigen Amt im Auftrag des deutschen Bundestags geförderte Oral-History-Projekt zur Colonia Dignidad in Chile (CDOH).
Im vom Bundesministerium für Bildung und Forschung geförderten Projekt Gumelab untersucht Rinke von 2021 bis 2024 mit seinem Team, welche Auswirkungen Telenovelas und Serien in Lateinamerika auf die politische Einstellung und das Geschichtsbewusstsein der Zuschauer haben. Seit 2023 ist er zudem Leiter des Forschungsprojekts Selbstzeugnisse von Juden nach der Rückkehr aus Lateinamerika nach Berlin (1945/49–1970), das die Einstein Stiftung Berlin fördert. 2024 bewilligte das Auswärtige Amt darüber hinaus das Projekt „Interaktive Erinnerungen an die Colonia Dignidad. Eine chilenisch-deutsche Kooperation zur historischen und kulturellen Aufarbeitung (iECD)“ das Rinke in Zusammenarbeit mit dem Museum für Erinnerung und Menschenrechte in Chile durchführt.
Stefan Rinke ist Gastgeber zahlreicher Stipendiaten und Forscher aus aller Welt. Außerdem hat er die Historiker Hilda Sabato (2011), Irina Podgorny (2013), Raanan Rein (2016), Max Paul Friedman (2018), Ricardo Pérez Montfort (2020), Lilia Moritz Schwarcz (2021) und Diego Armus (2023) erfolgreich für Preise der Alexander von Humboldt-Stiftung nominiert.
Rinke betreute zahlreiche preisgekrönte Promotionen. Seine Schüler haben Professuren in Argentinien, Brasilien, Chile, Costa Rica, Deutschland, Dänemark, Kolumbien, Mexiko, der Niederlande, Peru und der Schweiz inne. An seiner Abteilung entstanden bislang eine erfolgreich abgeschlossene Habilitation sowie viele Postdoc-Projekte von Wissenschaftlern aus dem In- und Ausland.
Rinke ist Beiratsvorsitzender des Deutschen Historischen Instituts Washington D.C. und Berkeley sowie des Centro Maria Sibylla Merian de Estudios Avanzados (CALAS) in Guadalajara, Mexiko. Zudem war bzw. ist er Mitglied der Beiräte der Einstein Stiftung Berlin sowie des Walter Benjamin-Kollegs Bern. Außerdem ist er Mitglied des Herausgebergremiums internationaler wissenschaftlicher Zeitschriften. Regelmäßig gutachtet er für akademische Verlage, Zeitschriften und Wissenschaftsorganisationen in drei Kontinenten.

## Preise und Auszeichnungen
Für seine Habilitationsschrift wurde Stefan Rinke 2003 mit dem Preis der Eichstätter Universitätsgesellschaft ausgezeichnet. Für die Zeit von 2013 bis 2015 erhielt er ein Research Fellowship der Einstein-Stiftung Berlin. 2017 wurde er mit dem Premio Alzate der Mexikanischen Akademie der Wissenschaften und des Consejo Nacional de Ciencia y Tecnología (Mexico) für sein Gesamtwerk geehrt. Im Folgejahr verlieh ihm die Universidad Nacional de San Martín in Buenos Aires die Ehrendoktorwürde. 2019 zeichnete ihn die Dahlem Research School mit dem Award for Excellent Doctoral Supervision aus. Die Academia Mexicana de la Historia und die ecuadorianische Academia Nacional de Historia beriefen Rinke zum korrespondierenden Mitglied. 2020 wurde Rinke als Talent-Scout im Henriette Herz-Scouting-Programm der Alexander von Humboldt-Stiftung ausgezeichnet. Das argentinische Ministerium für Wissenschaft, Technologie und Innovation (Ministerio de Ciencia, Tecnología e Innovación) verlieh ihm 2023 den Premio Leloir für seine Verdienste um die akademische Zusammenarbeit zwischen Deutschland und Argentinien sowie um die Förderung argentinischer Wissenschaftlerinnen und Wissenschaftler.

## Werke (Auswahl)

### Monografien
- Conquistadoren und Azteken. Cortés und die Eroberung Mexikos. C. H. Beck, München 2019, ISBN 978-3-406-73399-4.
  - Englisch: Conquistadors and Aztecs. A History of the Fall of Tenochtitlan. Oxford University Press, 2023, ISBN 978-0-19-755246-9.
  - Spanisch: Conquistadores y aztecas. Cortés y la conquista de México. edaf, 2021, ISBN 978-84-414-4076-0.
- mit Walther L. Bernecker, Mariano Delgado, Friedrich Edelmayer, Nikolas Jaspert und Ursula Prutsch: Weltreich Spanien. Das Goldene Zeitalter. Wissenschaftliche Buchgesellschaft, Darmstadt 2019, ISBN 978-3-8062-4020-7.
- Lateinamerika. Theiss, Darmstadt 2015, ISBN 978-3-8062-2601-0.
- Im Sog der Katastrophe. Lateinamerika und der Erste Weltkrieg. Campus, Frankfurt am Main 2015, ISBN 978-3-593-50269-4.
  - Englisch: Latin America and the First World War. Cambridge University Press. Cambridge 2017, ISBN 978-1-107-56606-4.
  - Spanisch: América Latina y la primera Guerra Mundial. Una historia global. FCE, Mexiko 2019, ISBN 978-607-16-6553-9.
- Kolumbus und der Tag von Guanahani 1492. Ein Wendepunkt der Geschichte. Theiss, Stuttgart 2013, ISBN 978-3-8062-2731-4.
- mit Frederik Schulze: Kleine Geschichte Brasiliens. Beck, München 2013, ISBN 978-3-406-64441-2.
- Lateinamerika und die USA. Eine Geschichte zwischen Räumen – von der Kolonialzeit bis heute (= Geschichte Kompakt). Wissenschaftliche Buchgesellschaft, Darmstadt 2012, ISBN 978-3-534-24551-2.
  - Spanisch: América Latina y Estados Unidos. Una historia entre espacios desde la época colonial hasta hoy. Marcial Pons/El Colegio de México, Madrid/México 2015, ISBN 978-84-15963-19-6.
  - Portugiesisch: América Latina e Estados Unidos. Uma história entre espaços – do período colonial aos dias atuais. Autografía/EDUPE, Rio de Janeiro, 2015.
- Revolutionen in Lateinamerika. Wege in die Unabhängigkeit, 1760–1830. Beck, München 2010, ISBN 978-3-406-60142-2.
  - Spanisch: Las revoluciones en América Latina. Las vías a la independencia, 1760–1830. El Colegio de México, México 2011, ISBN 978-607-462-299-7.
- Geschichte Lateinamerikas. Von den frühesten Kulturen bis zur Gegenwart. Beck-Wissen. Beck, München 2010, ISBN 978-3-406-60693-9.
  - Türkisch: Latin Amerika Tarihi. İlk Uygarlıklardan Bugüne. Runik Kitap, Istanbul 2021, ISBN 978-625-7757-70-6.
  - Portugiesisch: História de América Latina. Das Culturas Pre-Colombianas até o Presente. ediPUCRS, Porto Alegre 2012, ISBN 978-85-397-0204-6.
  - Spanisch: Historia de Latinoamérica. Desde las primeras culturas hasta el presente. El Colegio de México, México, 2016.
- Kleine Geschichte Chiles. Beck, München 2007, ISBN 978-3-406-54804-8.
- Begegnungen mit dem Yankee: Nordamerikanisierung und soziokultureller Wandel in Chile, 1898–1990 (= Lateinamerikanische Forschungen. Band 32). Böhlau, Köln 2004, ISBN 3-412-06804-7.
  - Spanisch: Encuentros con el yanqui. norteamericanización y cambio sociocultural en Chile 1898–1990. DIBAM, Santiago de Chile 2013, ISBN 978-956-244-071-4.
- Cultura de masas, reforma y nacionalismo en Chile, 1910–1931. Universidad Católica/Centro de Investigaciones Diego Barros Arana, Valparaiso 2002, ISBN 956-244-151-2.
- „Der letzte freie Kontinent“. Deutsche Lateinamerikapolitik im Zeichen transnationaler Beziehungen, 1918–1933. 2 Teilbände. Heinz, Stuttgart 1996, ISBN 3-88099-670-9 (zugleich: Eichstätt, Katholische Universität, Dissertation, 1995).
- Zwischen Weltpolitik und Monroe Doktrin. Botschafter Speck von Sternburg und die deutsch-amerikanischen Beziehungen, 1898–1908 (= Deutsch-Amerikanische Studien. Band 11). Heinz, Stuttgart 1992, ISBN 3-88099-629-6.

### Herausgeberschaften
- mit Philipp Kandler und Dorothee Wein: Colonia Dignidad: Neue Debatten und interdisziplinäre Perspektiven (Frankfurt a. M./New York: Campus, 2023).
- mit Karina Kriegesmann: Aufbrüche und Umbrüche. 50 Jahre Lateinamerika Institut der Freien Universität Berlin (Berlin: Freie Universität, 2022). doi:10.17169/refubium-38622.
- mit Carlos Riojas: Repensar el “Mundo”. Reflexiones y representaciones globales (siglos XV–XX) (Darmstadt: Wissenschaftliche Buchgesellschaft 2022).
- mit Carlos Riojas: América Latina y la historia global. Repensar el mundo (México/Buenos Aires: Siglo XXI, 2022).
- mit Carlos Alba Vega und Marianne Braig: La violencia en América Latina entre espacios temporales del pasado y del futuro (Berlin: Tranvía, 2022).
- mit Nelson Chacón: Recopilación de fuentes para la historia Mapuche, siglos XVII, XVIII y XIX: edición y comentarios (Darmstadt: Wissenschaftliche Buchgesellschaft 2021), ISBN 978-3-534-30000-6.
- mit Federico Navarrete und Nino Vallen: Der Codex Mendoza. Das Meisterwerk aztekisch-spanischer Buchkultur (wbg Edition: Darmstadt, 2021), ISBN 978-3-534-27355-3.
- mit Christian Cwik und Hans-Joachim König: Diktaturen in Lateinamerika im Zeitalter des Kalten Krieges (Stuttgart: Heinz, 2020), ISBN 978-3-88099-669-4.
- mit Raanan Rein und David M.K. Sheinin: Migrants, Refugees, and Asylum Seekers in Latin America (= Jewish Latin America. Vol. 12) (Leiden: Brill, 2020), ISBN 978-90-04-43224-6.
- mit Nikolaus Böttcher und Nino Vallen: Distributive Struggle and the Self in the Early Modern World (Stuttgart: Heinz 2019).
- mit Michael Wildt: Revolutions and Counter-Revolutions. 1917 and its Aftermath from a Global Perspective (Frankfurt: Campus 2017).
- mit Carlos Riojas: Historia global. Perspectivas y tensiones (Stuttgart: Heinz 2017).
- mit Raanan Rein und Nadia Zysman: The New Ethnic Studies in Latin America (Leiden: Brill, 2017).
- mit Mónika Contreras Saiz und Tajana Louis: Memoria y conflicto – memorias en conflicto: intercambios metódicos y teóricos de experiencias locales latinoamericanas (Stuttgart: Heinz 2016).
- mit Ingrid Kummels, Claudia Rauhut und Birte Timm: Transatlantic Caribbean: Dialogues of People, Practice, Ideas (Bielefeld: Transcript, 2014).
- mit Delia González de Reufels: Expert Knowledge in Latin American History. Local, Transnational, and Global Perspectives (Stuttgart: Heinz, 2014).
- mit Mónika Contreras Saiz und Lasse Hölck: Gobernanza y seguridad. La conquista republicana de las fronteras latinoamericanas en el siglo XIX (Stuttgart: Heinz, 2014).
- mit Diego Armus: Del football al fútbol/futebol. Historias argentinas, brasileras y uruguayas en el siglo XX (Frankfurt a. M./Madrid: Vervuert, 2014).
- mit Kay Schiller: The FIFA World Cup 1930–2010. Politics, Commerce, Spectacle and Identities (Göttingen: Wallstein, 2014).
- mit Carlos Alba und Marianne Braig: Latin America and Asia – Relations in the context of Globalization from Colonial Times to the Present. América Latina y Asia – relaciones en el contexto de la globalización de la época colonia hasta el presente (Stuttgart: Heinz, 2014).
- mit Christina Peters: Global Play. Football Between Region, Nation, and the World in Latin American, African, and European History (Stuttgart: Heinz, 2014).
- mit Georg Fischer, Christina Peters, Frederik Schulze: Brasilien in der Welt. Region, Nation und Globalisierung, 1870–1945 (Frankfurt a. M.: Campus 2013).
- mit Carlos Alba, Marianne Braig und Guillermo Zermeño: Entre Espacios. Movimientos, actores y representaciones de la globalización (Berlin: Tranvía, 2013).
- mit Hans-Peter Hinz und Frederik Schulze: Bicentenario. 200 Jahre Unabhängigkeit in Lateinamerika. Geschichte zwischen Erinnerung und Zukunft (Stuttgart-Berlin: Heinz-Deutsches Historisches Museum, 2011).
- mit Inga Luther, Nina Elsemann und Franka Bindernagel: Erinnerung schreibt Geschichte. Lateinamerika und Europa im Kontext transnationaler Verflechtungen. (Stuttgart: Heinz, 2011).
- mit Helmut Bley, Hans-Joachim König und Kirsten Rüther: Enzyklopädie der Neuzeit. 16 Bände (Stuttgart: Metzler 2005–2012), ISBN 978-3-476-01935-6.
- mit Hans-Joachim König: HISTORAMERICANA (Stuttgart: Heinz, seit 2021 Darmstadt: Wissenschaftliche Buchgesellschaft).[12]
- mit Jörg Baberowski und Michael Wildt: Eigene und Fremde Welten (Frankfurt a. M.: Campus).

- Mithrsg. Boletín del Instituto de Historia Argentina y Americana Dr. Emilio Ravignani (Buenos Aires: Universidad de Buenos Aires), ISSN 1850-2563.
- Mithrsg. Geschichte und Gesellschaft (Göttingen: Vandenhoeck & Ruprecht), ISSN 2196-9000.
- Mithrsg. Iberoamericana: América Latina, España, Portugal (Frankfurt am Main/ Madrid: Vervuert), ISSN 1577-3388.

### Mitwirkung an Ausstellungen
- „Die größte Katastrophe der Menschheitsgeschichte – Lateinamerika und der Erste Weltkrieg“, Ausstellung am Ibero-Amerikanischen Institut PK, Juni–September 2014.
- „Amerika! Amerikas! Zur Geschichte eines Namens“, Ausstellung am Lateinamerika-Institut und am Friedrich-Meinecke-Institut der Freien Universität Berlin im Rahmen der Langen Nacht der Wissenschaften, Juni 2007.
- „Futbología“: Multimediale Ausstellung im Rahmen eines Projektseminars am Lateinamerika-Institut der Freien Universität Berlin Februar 2007.
- „Geschichte des Fußballs in Lateinamerika“, Ausstellung am Lateinamerika-Institut der Freien Universität Berlin im Rahmen der Langen Nacht der Wissenschaften, Juni 2006.